# Wolfram Martini
Wolfram Martini (* 15. September 1941 in Hamburg; † 11. November 2017 in Gießen) war ein deutscher Klassischer Archäologe.
Wolfram Martini legte am Eberhard-Ludwigs-Gymnasium Stuttgart das Abitur ab. Er studierte an den Universitäten Heidelberg, Lawrence (USA), Mainz, Rom und Hamburg Klassische Archäologie, Klassische Philologie, Alte Geschichte, Ur- und Frühgeschichte und Kunstgeschichte. Im Wintersemester 1967/68 wurde er in Hamburg bei Ulf Jantzen mit der Arbeit Die etruskische Ringsteinglyptik promoviert. Anschließend war er von 1968 bis 1982 Assistent an der Christian-Albrechts-Universität zu Kiel und von 1969 bis 1979 im Auftrag des Deutschen Archäologischen Instituts an der Ausgrabung eines Bautenkomplexes im antiken Stadtgebiet von Samos beteiligt. In Kiel erfolgte 1977/78 die Habilitation mit der Arbeit Das Gymnasium von Samos I. Die hellenistische Anlage und die kaiserzeitlichen Thermen. Von 1983 bis 1985 lehrte er als Professor an der Universität Kiel. Von 1985 bis zu seiner Emeritierung im Jahr 2006 war er Professor für Klassische Archäologie an der Justus-Liebig-Universität Gießen. Von 1994 bis 2008 leitete er einen Survey und Ausgrabungen auf der Akropolis von Perge.
Martini war von 1985 bis 2010 Mitglied der Zentraldirektion des Deutschen Archäologischen Instituts in Berlin und seit 1975 korrespondierendes Mitglied des Österreichischen und des Deutschen Archäologischen Instituts.

## Schriften (Auswahl)
Monografien
- mit Thomas G. Schattner: Mulva VII. Die Thermen und das Forum (= Madrider Beiträge. Bd. 41). Reichert, Wiesbaden 2021, ISBN 978-3-95490-508-9.
- mit Norbert Eschbach: Die Akropolis von Perge. Die Ergebnisse der Grabungen 1998–2004 und 2008. AKMED, Antalya 2017, ISBN 978-605-9389-65-5.
- Die Akropolis von Perge in Pamphylien. Vom Siedlungsplatz zur Akropolis (= Sitzungsberichte der Wissenschaftlichen Gesellschaft an der Johann-Wolfgang-Goethe-Universität Frankfurt am Main. Bd. 48, Nr. 1). Steiner, Stuttgart 2010, ISBN 978-3-515-09702-4.
- Das Pantheon Hadrians in Rom. Das Bauwerk und seine Deutung (= Sitzungsberichte der Wissenschaftlichen Gesellschaft an der Johann-Wolfgang-Goethe-Universität Frankfurt am Main. Bd. 44, Nr. 1). Steiner, Stuttgart 2006, ISBN 3-515-08859-8.
- Sachwörterbuch der Klassischen Archäologie (= Kröners Taschenausgabe. Bd. 390). Kröner, Stuttgart 2003, ISBN 3-520-39001-9.
- mit Cornelius Steckner: Das Gymnasium von Samos. Das frühbyzantinische Klostergut (= Samos. Bd. 17). Habelt, Bonn 1993, ISBN 3-7749-2478-3.
- Die archaische Plastik der Griechen. Wissenschaftliche Buchgesellschaft, Darmstadt 1990, ISBN 3-534-03175-X.
- Das Gymnasium von Samos (= Samos. 16, ISSN 0080-5866). Habelt, Bonn 1984, ISBN 3-7749-1961-5 (Teilweise zugleich: Kiel, Universität, Habilitations-Schrift, 1978: Das Gymnasium von Samos. Die hellenistische Anlage und die kaiserzeitlichen Thermen.).
- Die etruskische Ringsteinglyptik (= Römische Mitteilungen. Ergänzungsheft 18). Kerle, Heidelberg 1971.

Herausgeberschaften
- Architektur und Erinnerung (= Formen der Erinnerung. Bd. 1). Vandenhoeck und Ruprecht, Göttingen 2000, ISBN 3-525-35420-7.
- Die Jagd der Eliten in den Erinnerungskulturen von der Antike bis in die frühe Neuzeit (= Formen der Erinnerung. Bd. 3). Vandenhoeck und Ruprecht, Göttingen 2000, ISBN 3-525-35422-3.